# Assembly (Theatre of Tragedy)
Assembly è un album del gruppo musicale Theatre of Tragedy, pubblicato nel 2002 sotto la Nuclear Blast.

## Tracce
1. Automatic Lover – 4:26
2. Universal Race – 3:30
3. Episode – 3:34
4. Play – 3:25
5. Superdrive – 3:48
6. Let You Down – 2:56
7. Starlit – 4:08
8. Envision – 3:59
9. Flickerlight – 3:46
10. Liquid Man – 4:16
11. Motion – 4:41
12. You Keep Me Hanging On (The Supremes cover, bonus track) – 3:59

Durata totale: 46:28